# Radhouène Felhi
Radhouène Felhi (Meknassi, Túnez, 25 de marzo de 1984), futbolista tunecino. Juega de defensa y su actual equipo es el Etoile du Sahel de Túnez. 

## Selección nacional
Ha sido internacional con la Selección de fútbol de Túnez, ha jugado 23 partidos internacionales y ha anotado 2 goles.

## Clubes
| Club            | País     | Año       |
| --------------- | -------- | --------- |
| Etoile du Sahel | Túnez    | 2004-2009 |
| 1860 Munich     | Alemania | 2009-2010 |
| Etoile du Sahel | Túnez    | 2010-     |

## Palmarés

### Campeonatos nacionales
| Título                               | Club            | País  | Año  |
| ------------------------------------ | --------------- | ----- | ---- |
| Championnat de Ligue Profesionelle 1 | Etoile du Sahel | Túnez | 2007 |

### Copas internacionales
| Título                       | Club            | País  | Año  |
| ---------------------------- | --------------- | ----- | ---- |
| Copa Confederación de la CAF | Etoile du Sahel | Túnez | 2006 |
| Liga de Campeones de la CAF  | Etoile du Sahel | Túnez | 2007 |
| Supercopa de la CAF          | Etoile du Sahel | Túnez | 2008 |